# アブデラ・タイア
アブデラ・タイア（Abdellah Taïa (アラビア語 : عبد الله الطايع)、1973年8月9日 -）は、モロッコのサレ出身で、フランス語で表現を行う作家、映画監督である。アブデッラー・ターイアとも訳される。

## 経歴
貧しい家庭の出身で、九人きょうだいの下から二人目として生まれる。
ラバトのモハメド5世大学とジュネーヴ大学でフランス文学を学ぶ。ハッサン2世が亡くなった1999年7月にパリに移り住み、ソルボンヌ大学でフランス文学の博士課程に登録する。ジャン＝オノレ・フラゴナールと18世紀のリベルタン文学についての博士論文を提出している。パリでの生活は経済的に厳しいものだったが、知的に実りの多いものだった。新しい世界を発見することで、書く才能に目覚め、絵画（とくにフラゴナール）と映画を発見した。
199年には、ロイック・バリエール編の短編集『モロッコ短編集』に、モハメド・シュクリ、サリム・ジェイ、ラシド・Oたちとともに、最初の作品を発表する（パリ地中海出版から刊行）。
最初の短編集『ぼくのモロッコ』は2001年に刊行（セギエ社）。ルネ・ド・セカティが序文を書いており、タイアはフロール賞受賞時に彼に感謝の念を捧げている。
2006年にカムアウトを行う。
2007年6月、アブデラ・タイアはモロッコの雑誌『テル・ケルTel Quel』の表紙を「同性愛、すべての人に向けて、すべてに人に反してHomosexuel, envers et contre tous」という文言とともに飾った。2009年4月、同誌に「母に説明する同性愛」というタイトルで書簡を発表し、自身のセクシュアリティについて公に語っている。
2008年12月から2010年12月まで、フローランス・マルローを議長として、CNC（国立映画映像センター）の助成金委員会のメンバーを務めた。
2009年、共著『若きモロッコ人への手紙』（スイユ社）の監修を行い、見捨てられたモロッコの若者たちに手を差し伸べようとした。2009年8月にはモロッコで5万部が『テル・ケル』の付録として無料配布された。同年12月にはアラビア語版が4万部、同誌のアラビア語版である『ニシャネNichane』にあわせて無料配布された。
複数の小説作品を発表し、『国王の日』は2010年のフロール賞を受賞している。
アラブの春以降、フランスやモロッコの複数の新聞に寄稿している。
2012年には、最初の映画作品として、三作目の小説『救世軍』をみずから映画化し、2013年のヴェネツィア映画祭、2013年のトロント国際映画祭に出品した 。2014年のアンジェ映画祭では審査員大賞を受賞した。2014年5月に劇場公開。
2019年5月、『緩やかな生』が2019年度のルノードー賞にノミネートされた。
2024年、『涙の要塞』刊行にあわせ、ブリヴ市が主催するフランス語賞が贈られた。同書はゴンクール賞にノミネートされ、日本の学生が選ぶゴンクール賞の候補作にもなった。
著書は複数の言語に翻訳されている（日本語訳は抄訳のみ）。
タイアは著作やメディアを通じて自身の同性愛を公言した最初のモロッコ、アラブ系作家の一人である（ラシド・Oの1995年の小説『魅せられた子供』に次ぐ）。サリム・ジェイは、『モロッコ人作家辞典』のなかで、タイアには「彼特有の語調があり、それは生まれ故郷の気質と空気に芯から染まると同時に、海峡の向こう側にある別世界を知りたいと貪欲なまでに開かれたことから作られている」と記している。

## 作品
- Nouvelles du Maroc, Paris-Méditerranée, Eddif, 1999
- Mon Maroc, récit, Séguier, 2000
- Le Rouge du tarbouche, roman, Séguier, 2004
- L'Armée du salut, roman, Seuil, 2006
  - アブデッラー・ターイア『救世軍』（鵜戸聡訳『中東現代文学選2016』中東現代文学研究会編、2017年）、※第一部のみ抄訳
  - 新版『ベッドがあれば』（鵜戸聡訳、水声社、2025年）
- Maroc 1900-1960, un certain regard, avec Frédéric Mitterrand, Actes Sud, 2007
- Une mélancolie arabe, roman, Seuil, 2008
- Lettres à un jeune marocain, recueil de lettres, Seuil, 2009
- Le Jour du roi, roman, Seuil, 2010 – prix de Flore
- Infidèles, roman, Seuil, 2012
- Un pays pour mourir, roman, Seuil, 2015
- Celui qui est digne d'être aimé , roman, Seuil, 2017
- La Vie lente , roman, Seuil, 2019, 270 pages,ISBN 978-2-02-142183-5[4], [5], [6] Mention spéciale du jury - Prix du roman gay 2019
- Vivre à ta lumière, roman, Seuil, 2022
- Le Bastion des larmes, roman, Julliard, 2024

## 映画作品
- 2014 : L'Armée du salut
- 2023 : Ne Jamais s'arrêter de crier（短編映画）
- 2024 : Cabo Negro